# 汉堡 (纽约州)
汉堡（英語：Hamburg）是位于美国纽约州伊利县的一个镇，地处伊利县西端、布法罗以南。2010年美国人口普查时，该镇有56936人。汉堡镇建于1812年，其名称来源于德国城市汉堡。